# Rahonavis
Rahonavis (původně Rahona) byl rodem drobného masožravého teropodního dinosaura, patřícího nejspíš do čeledi Unenlagiidae. Žil v období pozdní křídy (stupeň maastricht, zhruba před 70 miliony let) na území dnešního severozápadního Madagaskaru. Neúplná kostra (označená jako UA 8656) byla objevena v roce 1995 ve formaci Maevarano (provincie Mahajanga).

## Popis
Rahonavis byl malý dinosaurus zhruba stejné velikosti jako "prapták" Archaeopteryx (délka 0,7 metru a hmotnost 1 kg). Jiný odhad hmotnosti činí 0,58 kilogramu. Patřil pravděpodobně k podčeledi Unenlagiinae, charakteristické výrazně "ptačím" vzhledem. Tomu odpovídá také přítomnost opeření u tohoto dinosaura, prokázaného chemickou analýzou v roce 1999 (viz opeření dinosauři). Je dokonce možné, že Rahonavis byl již schopen nějaké formy aktivního letu, neboť jeho svaly a úpony předních končetin byly zřejmě schopné "mávavých" pohybů křídly.
V kostech rahonavise byly identifikovány četné dutiny (kosti byly do značné míry pneumatizované), což dokládá někdejší přítomnost vzdušných vaků a velmi výkonné dýchací soustavy, typické dnes pro ptáky.

## Systematika
Rahonavis byl zástupcem vývojově pokročilých teropodů z kladu Paraves a mezi jeho nejbližší příbuzné patřil argentinský rod Overoraptor, se kterým tvoří společný klad.